# Ian Evatt
Ian Ross Evatt (Coventry, 19 novembre 1981) è un allenatore di calcio ed ex calciatore inglese, di ruolo difensore.

## Carriera
Dopo aver giocato con numerose squadre di club inglesi, nel 2007 si trasferisce al Blackpool, squadra con la quale ottiene la promozione in massima serie nella stagione 2009-2010.

## Statistiche

### Statistiche da allenatore
Statistiche aggiornate al 1 luglio 2022.
| Stagione        | Squadra         | Campionato      | Campionato | Campionato | Campionato | Campionato | Coppe nazionali | Coppe nazionali | Coppe nazionali | Coppe nazionali | Coppe nazionali | Coppe continentali | Coppe continentali | Coppe continentali | Coppe continentali | Coppe continentali | Altre coppe | Altre coppe | Altre coppe | Altre coppe | Altre coppe | Totale | Totale | Totale | Totale | % Vittorie | Piazzamento |
| Stagione        | Squadra         | Comp            | G          | V          | N          | P          | Comp            | G               | V               | N               | P               | Comp               | G                  | V                  | N                  | P                  | Comp        | G           | V           | N           | P           | G      | V      | N      | P      | %          | Piazzamento |
| --------------- | --------------- | --------------- | ---------- | ---------- | ---------- | ---------- | --------------- | --------------- | --------------- | --------------- | --------------- | ------------------ | ------------------ | ------------------ | ------------------ | ------------------ | ----------- | ----------- | ----------- | ----------- | ----------- | ------ | ------ | ------ | ------ | ---------- | ----------- |
| apr.-mag. 2018  | Chesterfield    | FL2             | 3          | 1          | 0          | 2          | FACup+CdL       | -               | -               | -               | -               | -                  | -                  | -                  | -                  | -                  | FLT         | -           | -           | -           | -           | 3      | 1      | 0      | 2      | 33,33      | ad interim  |
| 2018-2019       | Barrow          | NL              | 46         | 17         | 13         | 16         | FACup           | 1               | 0               | 0               | 1               | -                  | -                  | -                  | -                  | -                  | FAT         | 1           | 0           | 0           | 1           | 48     | 17     | 13     | 18     | 35,42      | 10º         |
| 2019-2020       | Barrow          | NL              | 37         | 21         | 7          | 9          | FACup           | 1               | 0               | 0               | 1               | -                  | -                  | -                  | -                  | -                  | FAT         | 4           | 2           | 1           | 1           | 42     | 23     | 8      | 11     | 54,76      | 1º (prom.)  |
| Totale Barrow   | Totale Barrow   | Totale Barrow   | 83         | 38         | 20         | 25         |                 | 2               | 0               | 0               | 2               |                    | -                  | -                  | -                  | -                  |             | 5           | 2           | 1           | 2           | 90     | 40     | 21     | 29     | 44,44      |             |
| 2020-2021       | Bolton          | FL2             | 46         | 23         | 10         | 13         | FACup+CdL       | 1+1             | 0+0             | 0+0             | 1+1             | -                  | -                  | -                  | -                  | -                  | FLT         | 3           | 1           | 0           | 2           | 51     | 24     | 10     | 17     | 47,06      | 3º (prom.)  |
| 2021-2022       | Bolton          | FL1             | 46         | 21         | 10         | 15         | FACup+CdL       | 2+2             | 0+0             | 1+2             | 1+0             | -                  | -                  | -                  | -                  | -                  | FLT         | 5           | 4           | 0           | 1           | 55     | 25     | 13     | 17     | 45,45      | 9°          |
| 2022-2023       | Bolton          | FL1             | 0          | 0          | 0          | 0          | FACup+CdL       | 0+0             | 0               | 0               | 0               | -                  | -                  | -                  | -                  | -                  | FLT         | 0           | 0           | 0           | 0           | 0      | 0      | 0      | 0      | —          | in corso    |
| Totale Bolton   | Totale Bolton   | Totale Bolton   | 92         | 44         | 20         | 28         |                 | 6               | 0               | 3               | 3               |                    | -                  | -                  | -                  | -                  |             | 8           | 5           | 0           | 3           | 106    | 49     | 23     | 34     | 46,23      |             |
| Totale carriera | Totale carriera | Totale carriera | 175        | 82         | 40         | 53         |                 | 8               | 0               | 3               | 5               |                    | -                  | -                  | -                  | -                  |             | 13          | 7           | 1           | 5           | 196    | 89     | 44     | 63     | 45,41      |             |

## Palmarès

### Giocatore

#### Competizioni nazionali
- Campionato inglese di quarta divisione: 1

Chesterfield: 2013-2014

### Allenatore

#### Competizioni nazionali
- National League: 1

Barrow: 2019-2020
- Football League Trophy: 1

Bolton: 2022-2023